# 哥倫布鎮區 (密歇根州聖克萊爾縣)
哥倫布鎮區（英語：Columbus Township）是位於美國密歇根州聖克萊爾縣的一個行政鎮區。

## 地方資料
哥倫布鎮區的面積為96.40平方千米，當中陸地面積為96.10平方千米，而水域面積為0.30平方千米。根據2020年美國人口普查的數據，當地共有人口4112人，而人口密度為每平方千米42.66人。